# Ashley (Pennsylvanie)
Pour les articles homonymes, voir Ashley.
Ashley est un borough de l’État de Pennsylvanie aux États-Unis, dans le comté de Luzerne, à 2 km au sud de Wilkes-Barre.
En 2010, la population était de 2 790 habitants.
L'athlète Walter Tewksbury (1876-1968), multiple médaillé olympique, y est né.